# ایرلند (مجموعه تلویزیونی)
ایرلند (انگلیسی: Ireland؛‏ کره‌ای: 아일랜드) یک مجموعه تلویزیونی محصول کره جنوبی در سال ۲۰۰۴ با بازی لی نا یونگ، کیم مین جون، کیم مین جونگ و هیون بین است. این مجموعه از ۱ سپتامبر تا ۲۱ اکتبر ۲۰۰۴، روزهای چهارشنبه و پنجشنبه ساعت ۲۱:۵۵ (کی‌اس‌تی) از ام‌بی‌سی پخش شد.

## بازیگران

### اصلی
- لی نا یونگ در نقش لی جونگ آه[۱]
- کیم مین جون در نقش لی جه بوک
- کیم مین جونگ در نقش هان شی یون
- هیون بین در نقش کانگ گوک[۲][۳]